# Січки (Молодечненський район)
Січки (біл. вёска Сечкі) — село в складі Молодечненського району Мінської області, Білорусь. Село підпорядковане Полочанській сільській раді, розташоване в західній частині області.